# Алам Рок (Калифорнија)
Алам Рок (енгл. Alum Rock) насељено је место без административног статуса у америчкој савезној држави Калифорнија.

## Демографија
По попису из 2010. године број становника је 15.536, што је 2.057 (15,3%) становника више него 2000. године.
| Група             | 2000.         | 2010.          |
| Белци             | 2.677 (19,9%) | 2.028 (13,1%)  |
| Афроамериканци    | 301 (2,2%)    | 207 (1,3%)     |
| Азијати           | 1.172 (8,7%)  | 2.039 (13,1%)  |
| Хиспаноамериканци | 9.029 (67,0%) | 10.977 (70,7%) |
| Укупно            | 13.479        | 15.536         |